# 偏葉提燈蘚
偏葉提燈蘚（学名：Mnium thomsonii）为提燈蘚科提燈蘚屬下的一个种。

## 扩展阅读
- 維基物種上的相關：偏葉提燈蘚